# Леонов, Юрий Евгеньевич
Юрий Евгеньевич Леонов (род. 7 февраля 1965, Житомир) — советский и украинский футболист, нападающий.
Воспитанник житомирского футбола, тренер Р. М. Гордеев. Выступал в командах низших лиг первенств СССР и Украины. Бо́льшую часть провёл в житомирском клубе «Спартак» / «Полесье» / «Химик» в 1982—1983, 1986—1988, 1989—1991, 1992—1995, 1997—1998 годах — 294 матча, 68 голов. Также играл за «Колос» Никополь (1988, 1999), «Таврию» Симферополь (1989), «Полиграфтехнику» Александрия (1992), «Керамик» Барановка (1995).
На высшем уровне провёл одну игру — 14 ноября 1988 года в составе «Днепра» Днепропетровск в домашнем матче против «Динамо» Минск (4:3). «Днепр» к тому времени уже обеспечил себе золотые медали чемпионата, основной состав улетел на международный турнир в Марокко, и в последней игре выступали дублёры.